# Капитан-лейтенант Баранов (эсминец)
«Капитан-лейтенант Баранов» — эскадренный миноносец Черноморского флота Российского императорского флота, один из четырёх кораблей типа «Лейтенант Шестаков». Участник Первой мировой войны и Гражданской войны на Чёрном море. В 1918 году уведен из Севастополя в Новороссийск, где и был подорван в ходе затопления кораблей Черноморского флота в Цемесской бухте. Поднят ЭПРОН в 1927 году и разделан на металл.

## Тактико-технические характеристики
- Водоизмещение: 648 т.
- Размерности: длина — 74,14 м, ширина — 8,3 м, осадка — 3,05 м.
- Скорость полного хода: 24 узла.
- Дальность плавания: 1700 миль при 12 узлах.
- Силовая установка: 2 вертикальные паровые машины тройного расширения, 4 котла, 2 винта, 7310 л. с.
- Вооружение:

проектное 1 120 и 5х1 75 мм орудий, 4х1 7,62-мм пулемёта, 3х1 надводных 457-мм торпедных аппарата, 40 мин заграждения;
с 1909 года: 2х1 120 и 4х1 75 мм орудий, 2х1 7,62-мм пулемёта, 3х1 надводных 457-мм торпедных аппарата, 40 мин заграждения;
с 1914 года: 2х1 120 мм орудия, 2 47-мм зенитки, 2х1 7,62-мм пулемёта, 3х1 надводных 457-мм торпедных аппарата, 50 мин заграждения.
- Экипаж: 94 человека.

## Строительство

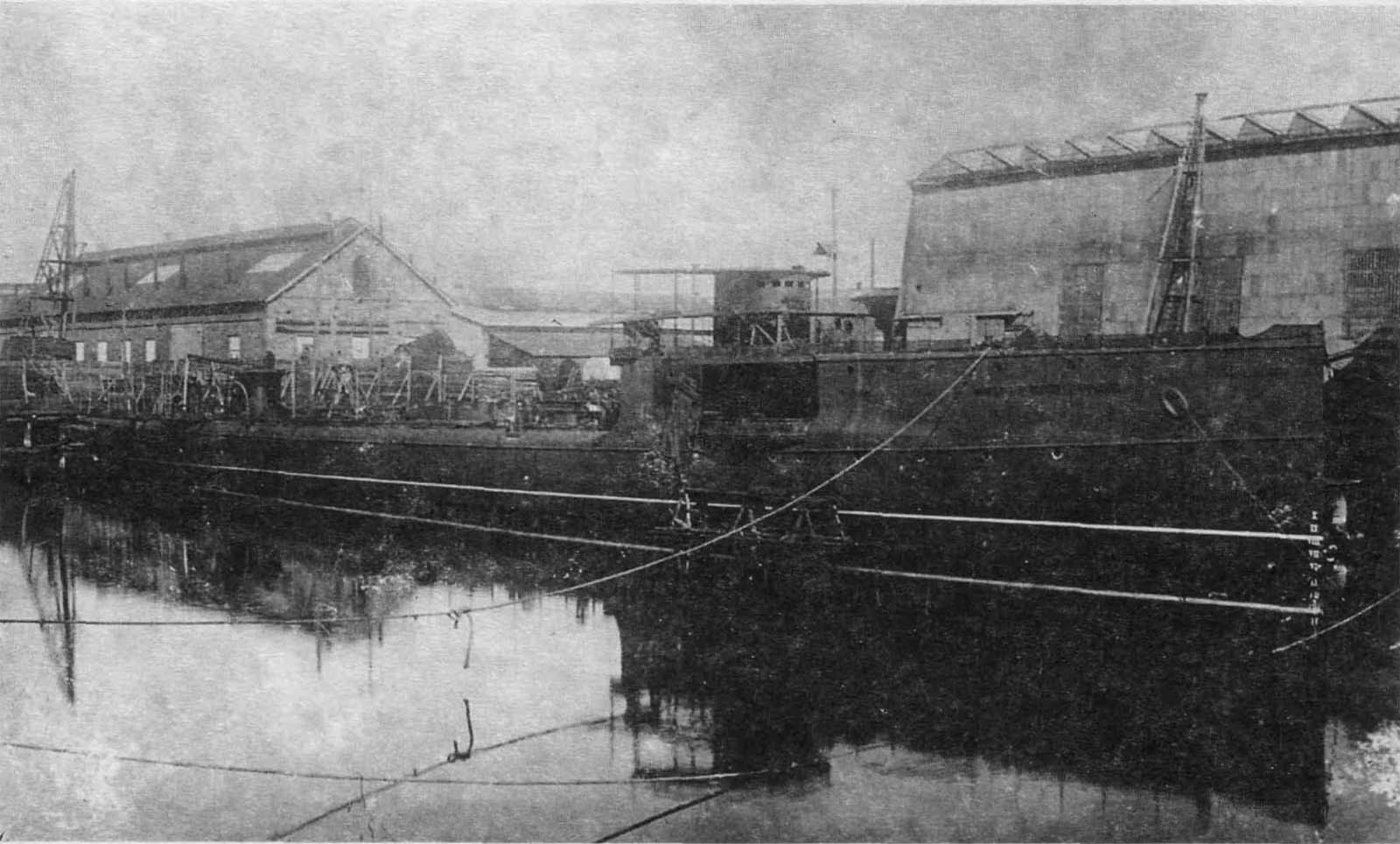
Эскадренный миноносец Капитан-лейтенант Баранов, бывший минный крейсер, на достройке у стенки.

Назван в честь капитан-лейтенанта Н. М. Баранова, который в ночь на 13 декабря 1877 года, командуя пароходом «Россия», захватил турецкий транспорт «Мерсина» с многочисленным вражеским десантом.
29 марта 1906 года зачислен в списки судов Черноморского флота, 16 сентября 1906 года заложен на судоверфи завода «Наваль» Общества Николаевских заводов и верфей в Николаеве, спущен на воду 5 ноября 1907 года, вступил в строй 13 октября 1909 года. До 10 октября 1907 года классифицировался как минный крейсер. От завода судостроительными работами на миноносцах руководил морской инженер (выпускник Петербургского политехнического института) С. Т. Каменский, наблюдающими до апреля 1907 года были корабельные инженеры А .А. Терентьев и В. Е. Карпов, а затем штабс-капитан корпуса корабельных инженеров А. Э. Влашимский.
Приказом по Морскому ведомству от 12 ноября 1909 года все 4 корабля типа зачислили в действующий флот. Они образовали 2-й дивизион эскадренных миноносцев и вместе с 1-м дивизионом (миноносцы 350 т серии «3» и «Ж») были сведены в минную бригаду. До конца года продолжалась «доводка» кораблей силами Севастопольского военного порта.

### Первая мировая война
В период Первой мировой войны участвовал в набеговых операциях на коммуникации противника, нес блокадную службу у берегов Турции, обстреливал береговые укрепления и портовые сооружения, прикрывал набеговые и минно-заградительные действия других сил флота, высаживал разведывательно-диверсионные группы и конвоировал транспорты с войсками Кавказского фронта..
Входил в состав 3-го дивизиона минной бригады Черноморского флота. Прошел капитальные ремонт корпуса и механизмов в 1914—1915 году. На каждом корабле к двум 120-мм орудиям прибавилось по две 47-мм зенитных пушки с углами возвышения до 80-87°, число принимаемых мин заграждения увеличилось до 50, вдвое больше (до 1 кВт) стала мощность новых радиостанций, установленных в 1916 году на «Лейтенанте Зацаренном» и «Капитан-лейтенанте Баранове».
Широкоохватный или «звездный» набег на турецкое побережье минная бригада осуществила в январе 1916 года. В таком набеге, охватившем побережье Анатолии от Самсуна до Батума, протяженностью 300 миль, в числе шести пар миноносцев, представляющих все последние их поколения — от усовершенствовавших «соколов» до «новиков» приняли участие — на отрезке побережья Самсун-Унье — «Лейтенант Шестаков» и «Капитан-лейтенант Баранов». В итоге всех подобных 83 набегов и крейсерств, совершенных флотом в 1916 году, Турция потеряла 778 судов разных величин и типов.
В плавании 13-31 марта 1916 года 3-й дивизион вместе со всем флотом участвовал в операции по переброске морем десантного корпуса на Кавказский фронт. Корабли действовали на всем протяжении пути транспортов из Одессы в Новороссийск для приема войск и в последующей охране их движения под охраной флота на юг. Четырьмя отрядами 29 транспортов вышли из Одессы 15(28) марта. Минную бригаду в этом походе представляли эскадренный миноносец «Счастливый» (флаг начальника бригады), «Пылкий», «Гневный», весь состав 3-го дивизиона и 5 миноносцев 4-го и 5-го дивизионов. «Лейтенант Шестаков» (брейд-вымпел начальника дивизиона капитана 1 ранга А. М. Клыкова) и «Лейтенант Зацаренный» охраняли 3-й отряд (7 транспортов), «Капитан Сакен» и «Капитан-лейтенант Баранов» — 4-й отряд (8 транспортов). В Новороссийск пришли 18 марта.

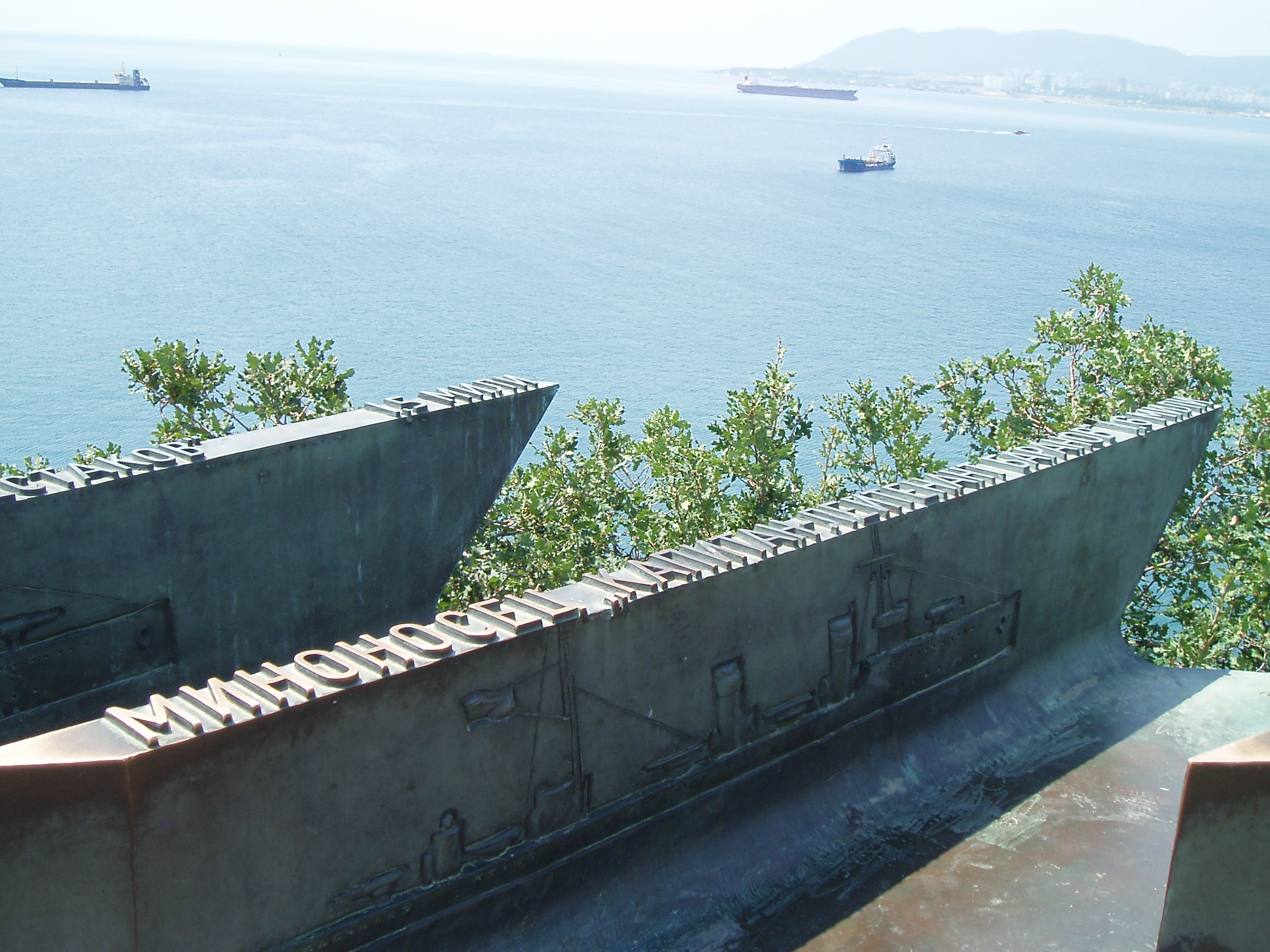
Барельеф корабля в Ансамбле «В память затопленных кораблей Черноморского флота»

2(15) сентября 1916 года 'Капитан-лейтенант Баранов' и флагманский корабль 3-го дивизиона 'Лейтенант Шестаков' вместе с миноносцами 'Пылкий', 'Быстрый' и 'Громкий' 220 минами заградили только что протраленный турками фарватер у Босфора. Об этом фарватере стало известно из расшифрованной радиограммы немцев, оповещавших об ожидании подхода из Угольного района турецкого парохода 'Патмос'. Не раз уже ускользавший от стороживших прибрежье русских миноносцев и подводных лодок, пароход на этот раз попал в ловушку. Подорвавшись на одной из мин, он выбросился на берег.

### Февральская и Октябрьская революция, Гражданская война
29 декабря 1917 года вошёл в состав Красного Черноморского флота. Перед захватом Крыма немцами 29 апреля 1918 года убыл из Севастополя в Новороссийск, где 18 июня 1918 года по приказу Советского правительства, во избежание захвата германскими войсками, был затоплен в Цемесской бухте экипажем.
10 декабря 1927 года корпус поднят Черноморской партией ЭПРОН и, ввиду нецелесообразности восстановления, сдан «Рудметаллторгу» для разборки. Это первая судоподъёмная операция, которую самостоятельно разработал и осуществил Т. И. Бобрицкий, в будущем признанный специалист в области судоподъёмных работ.

## Командиры
- 29 марта 1906 — март 1907 — капитан 2-го ранга А. М. Лазарев,
- 13.08.1907—08.11.1910 — капитан 2-го ранга, капитан 1-го ранга В. В. Степанов,
- 1915 — капитан 2-го ранга Б. Б. Жерве,
- 9.02.1915—24.07.1916 — капитан 2-го ранга В. И. Орлов.